# Société industrielle
 (novembre 2021).
Une société industrielle est une société dotée d'une structure sociale fondée sur l'utilisation de moyens de production industriels.

## Emploi du terme
La société industrielle est caractérisée par l'utilisation de sources d'énergie externes, tels que les combustibles fossiles, afin d'augmenter la production. La production de nourriture est déplacée vers les grandes exploitations commerciales, tandis que les produits de l'industrie, tels que les moissonneuses-batteuses et engrais pétroliers sont utilisés pour diminuer le travail humain nécessaire tout en augmentant la production.
La société industrielle fait de l'urbanisation souhaitable, en partie, de sorte que les travailleurs puissent se rapprocher des centres de production, et que les industries de services peuvent fournir du travail aux travailleurs et à ceux qui bénéficient financièrement d'eux, en échange d'un morceau de bénéfices de production avec laquelle ils peuvent acheter des biens. Cela conduit à la montée de très grandes villes et autour des zones de banlieue, avec un taux élevé d'activité économique (La société industrielle montre aussi que le secteur secondaire connaît une augmentation de son effectif).

## Histoire

### Naissance
La société industrielle est née au début du XIXe siècle en remplacement du système des corporations de l'Ancien Régime. En France, le penseur de la société industrielle est Claude-Henri de Rouvroy de Saint-Simon. C'est ce philosophe qui a défini, à partir de 1817, une société dans laquelle les scientifiques et les industriels, supplantant les anciennes classes oisives (comme la noblesse), prennent la première place. C'est Saint-Simon qui forge le terme d'industrialisme, dans le catéchisme des industriels (1824), pour désigner une doctrine dans laquelle est posée la supériorité économique et politique du mode industriel de production. Après sa mort (1825), les idées de Saint-Simon sont reprises par un groupe de penseurs, tels Barthélemy Prosper Enfantin et Saint-Amand Bazard, souvent membres de l'École polytechnique, pour donner le courant du saint-simonisme. Ce courant sera particulièrement actif dans la seconde moitié du XIXe siècle à l'École polytechnique, et a beaucoup inspiré le développement des réseaux de chemin de fer pendant la révolution industrielle.

### Révolution industrielle
Les techniques qui nous ont permis de passer de la société préindustrielle à la société industrielle ont été les moteurs à vapeur et la production de masse, en réduisant le nombre requis de travailleurs agricoles. En France, cette période du XIXe siècle est appelée la révolution industrielle. C'est un phénomène majeur qui se caractérise par le passage d'une société à dominante agraire à une société industrielle (premiers chemins de fer, apparition de la locomotive). Ce processus a affecté profondément l'économie, la politique, la société et l'environnement du monde contemporain.
Il y eut également une deuxième révolution industrielle avec le pétrole, l'électricité, l'automobile et la chimie. Le terme de troisième révolution industrielle est quant à lui utilisé pour désigner la révolution informatique, avec l'évolution des ordinateurs et l'invention de l'Internet à partir des années 1970. Le catalyseur de la transition vers la société postmoderne ou la société de l'information sont des technologies de l'information appliquées dans le contexte de la mondialisation.

### Aujourd'hui
Aujourd'hui, l'évolution de la société industrielle est liée à la mondialisation économique ayant eu lieu au XXe siècle. Comme la population croît, il en va de même de la mécanisation et de l'automatisation, ce qui supprime des emplois dans les industries qui deviennent des mises en cause dans un secteur des services tertiaires en expansion. Le surplus de main-d'œuvre se trouve dans les industries, où la mécanisation est utilisée pour améliorer son efficacité. Il en résulte la nécessité de hiérarchiser l'accès à l'énergie dans les politiques économiques.
Certains théoriciens, tels que Ulrich Beck, Anthony Giddens et Manuel Castells affirment que nous sommes au milieu d'une transformation ou d'une transition de la société industrielle vers la société post-industrielle. Dans une société industrielle, le comportement démographique change totalement d'une société traditionnelle. Le taux de mortalité diminue sensiblement de façon à améliorer la situation alimentaire et sanitaire (augmentation de l'espérance de vie moyenne), suivi plus tard dans sa descente par le taux de natalité. Avec ce nouveau type de société, il y a également 3 classes sociales : la bourgeoisie, la classe moyenne et la classe ouvrière. Ces changements sont connus comme la transition démographique.

## Critique
Telle que Saint-Simon l'avait imaginée dès le départ, la société industrielle est une société profondément inégalitaire, entre les industriels détenteurs des moyens de production et les ouvriers qui ne disposent que de leurs bras. Cette inégalité a engendré dans le courant du XIXe siècle ce que l'on a appelé la « question sociale », avec l'apparition de différents courants anarchistes ou socialistes, à laquelle l'Église a réagi par le courant du catholicisme social.
Tout au long des XIXe et XXe siècles, la société industrielle a suscité de nombreuses critiques, plus particulièrement en ce qui a trait à sa caractéristique principale, à savoir ce que Jacques Ellul a appelé le « système technicien ». Depuis l'émergence de la société industrielle s'est ainsi développé un vaste mouvement technocritique. Ce courant a été revivifié avec l'apparition de la crise écologique à partir des années 1970. Le philosophe qui a le premier alerté sur les risques écologiques est l'Allemand Hans Jonas.
Une autre figure importante de la critique de la société industrielle est le philosophe Ivan Illich, notamment à travers le concept de contre-productivité, qu'il applique aux grandes institutions qui ont acquis un monopole. Le terme apparaît pour la première fois dans un ouvrage consacré aux institutions médicales.

## Sources et bibliographie
- La Grande Transformation, livre phare de l'économiste hongrois Karl Polanyi, publié en 1944, traitant de la révolution industrielle en Occident.